# Thijs Reuten
Thijs Reuten, né en 1974 à Bussum, est un homme politique néerlandais, membre du Parti travailliste (PvdA). Il est député européen depuis 2021. 
Il est le frère de l'actrice Thekla Reuten.

## Carrière
Reuten étudie la science politique avec une spécialisation en relations internationales à l'université d'Amsterdam. Il est officier politique de la faction PvdA à la Chambre des représentants, assistant politique de Frans Timmermans et conseiller municipal d'Amsterdam de 2002 à 2007. De 2010 à 2018, Reuten est administrateur du district municipal à Amsterdam-Est avec un portefeuille comprenant l'économie, le logement, la construction et les sports. Après cela, il travaille comme consultant indépendant et en avril 2020, il devient responsable de la politique de la Global Reporting Initiative (GRI). 
Le 15 avril 2021, il devient membre du Parlement européen après le départ de Kati Piri pour la Seconde Chambre des États généraux,. Il est réélu en 2024.